# Saint-Maur (Jura)
Saint-Maur é uma comuna francesa na região administrativa de Borgonha-Franco-Condado, no departamento de Jura. Estende-se por uma área de 6,5 km². Em 2010 a comuna tinha 237 habitantes (densidade: 36,5 hab./km²).